# جيسيكا هاريس
جيسيكا هاريس (بالإنجليزية: Jessica Harris)‏ هي ممثلة بريطانية، ولدت في 1981 في هاليفاكس في المملكة المتحدة.

## وصلات خارجية
- جيسيكا هاريس على موقع IMDb (الإنجليزية)
- جيسيكا هاريس على موقع قاعدة بيانات الفيلم (الإنجليزية)